# 白眼先鹃鵙
白眼先鹃鵙（学名：Coracina boyeri）是山椒鸟科鸦鹃鵙属的一种。分布于印度尼西亚和巴布亚新几内亚。它的自然栖息地为亚热带或热带的湿润低地森林以及亚热带或热带的红树林。